# Rogozen
Rogozen (bulgariska: Рогозен) är ett distrikt i Bulgarien.   Det ligger i kommunen Obsjtina Chajredin och regionen Vratsa, i den nordvästra delen av landet, 100 km norr om huvudstaden Sofia.
Trakten runt Rogozen består till största delen av jordbruksmark. Runt Rogozen är det ganska glesbefolkat, med 31 invånare per kvadratkilometer.